# Riqq
Il riq (noto anche come riq, req, reqq, rik, rikk) è un tamburo tipico della musica araba.
Ha cornice monopelle ed è dotato di doppi sonagli in bronzo, la cornice è circolare (circa 15–18 cm di diametro, 2.5-3.5 di profondità) ed è fatta di legno di limone o di metallo.
La pelle tradizionalmente era di razza o di pescecane, mentre ora ne esistono dotati di pelle sintetica in mylar.
Ha una tecnica unica nel suo genere, ove il tamburo viene mantenuto con la mano sinistra, che percuote anche una coppia di sonagli; mentre con la mano destra "libera" viene sia percossa la pelle dando i tre suoni caratteristici delle percussioni mediorientali Dum Tac e Slap, sia percossi i sonagli stessi.
Durante l'esecuzione il tamburo viene anche agitato avanti e indietro o fatto tremare per avere un suono continuo.
Questa è la cosiddetta "folk position". Negli assoli normalmente questa viene alternata con un'altra posizione, detta "soft position", dove il tamburo viene sostenuto da tutte e 2 le mani, articolando i Dum e i Tac con gli anulari.
La difficoltà sta nel fatto che nei Dum la pelle viene lasciata risuonare libera, mentre nei Tac gli indici vengono leggermente premuti sulla pelle per ottenere un suono ancora più secco.
Oltre ai suoni base, vengono utilizzati Snap (schiocco) e rullate, per le quali si utilizzano indici medi e anulari.